# Бременский ког

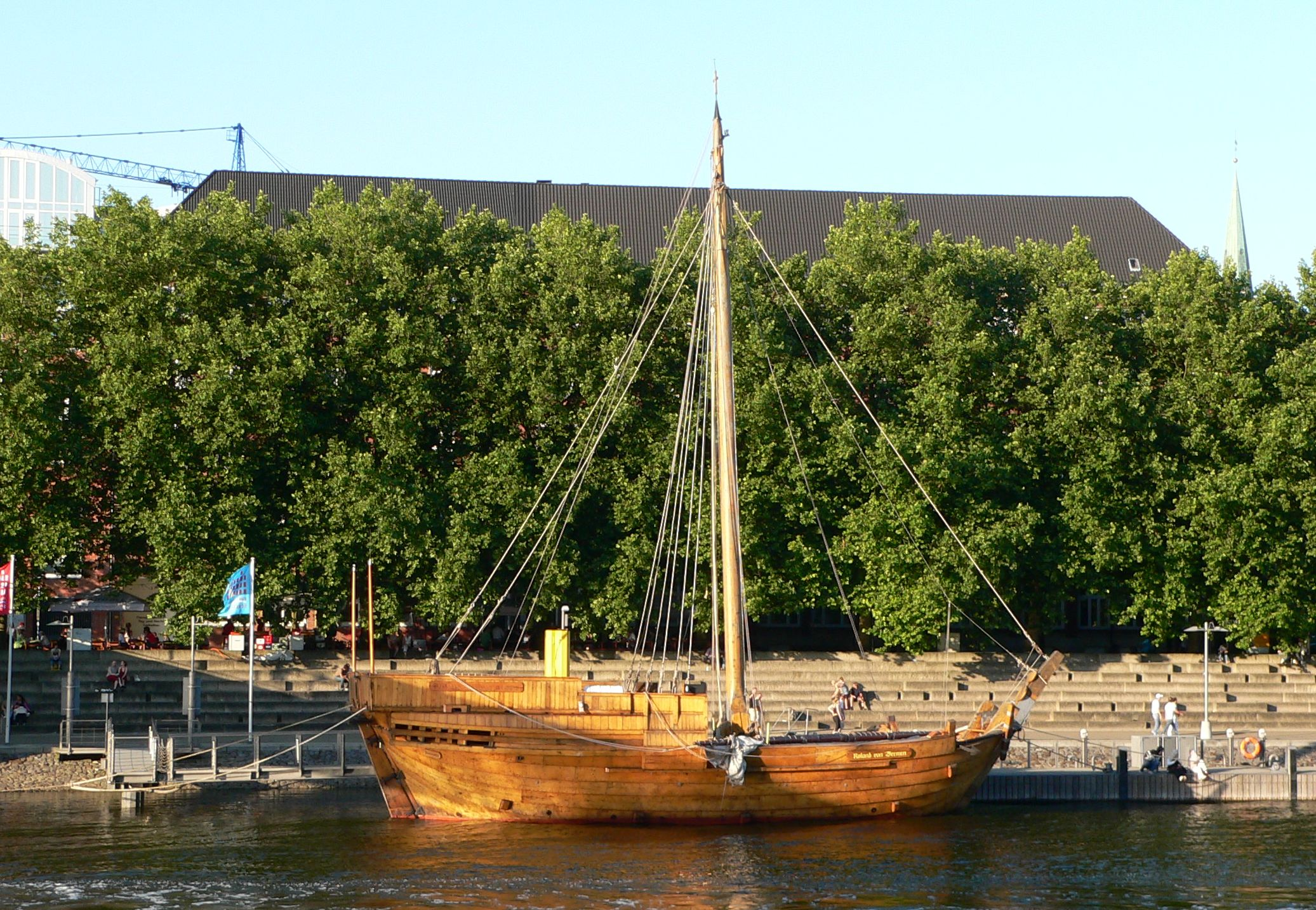
Современный новодел.

Бременский ког (нем. Bremer Kogge) — хорошо сохранившиеся останки средневекового корабля (кога) конца XIV века, которые были обнаружены в 1962 году в Бремене.
На основе дендрохронологического анализа судно датируется 1380-м годом.

## История
Первые фрагменты бременского кога были обнаружены 8 октября 1962 года во время дноуглубительных работ на реке Везер. Поиск новых частей продолжался до июля 1965 года. В результате было найдено более 2000 отдельных частей корабля, которые были переданы Немецкому музею судоходства для сохранения. До 1972 года они хранились в водных резервуарах для предотвращения распада на воздухе. В 1972 году началась реконструкция корабля, которая была завершена через 18 лет, в мае 2000 года.
Ныне бременский ког демонстрируется в Немецком музее судоходства в Бремерхафене.

## Конструкция
Размеры: длина — 24 метра, ширина по миделю — 8 метров, высота бортов — чуть более 4 метров. В соответствии с этими размерами, водоизмещение бременского кога оценивается в 130 тонн.